# Marcin Sobala
 (mai 2013).
Marcin Janusz Sobala, né le 10 août 1972 est un escrimeur polonais, pratiquant le sabre.

## Palmarès

### Championnats du monde
- 1999 à Séoul, Corée du Sud
  -  Médaille d'argent en sabre par équipes
- 1998 à La Chaux-de-Fonds, Suisse
  -  Médaille d'argent en sabre par équipes

### Championnats d'Europe
- 1998 à Plovdiv, Bulgarie
  -  Médaille d'or en sabre par équipes
  -  Médaille d'or en sabre individuel
- 1996 à Limoges, France
  -  Médaille de bronze en sabre individuel

### Championnats de Pologne
- en 2000:
  -  Champion de Pologne de sabre